# Tesoro de la Llanganatis
El Tesoro de los Llanganatis se refiere a una enorme cantidad de oro labrado y otros tesoros supuestamente escondidos en la profundidad de la cordillera de Llanganates en Ecuador por el general incaico Rumiñahui.

## Leyenda y bases históricas
En 1532, Francisco Pizarro fundó la ciudad de San Miguel de Piura y comenzó la conquista del Imperio incaico. Más tarde, en el mismo año, tomó al Inca Atahualpa en Cajamarca. 
Atahualpa, viendo que los españoles apreciaban el oro por encima de todo, se comprometió a cubrir una habitación con oro conocida como Cuarto del Rescate a cambio de su libertad. Pizarro accedió a ello, a pesar de que probablemente no tenía la intención de dejar a Atahualpa en libertad. Antes de que la sala estuviera llena de oro, Pizarro desconfiaba de Atahualpa y su influencia sobre el resto de guerreros incas, por lo que condenó al Inca a ser ajusticiado en el garrote el 26 de julio de 1533.
Una versión de la leyenda sostiene que el general incaico Rumiñahui se dirigía a Cajamarca con un estimado de 750 toneladas de oro trabajado para el rescate, cuando supo que Atahualpa había sido asesinado. 
La leyenda dice que volvió a Quito (que en ese momento era el nombre del territorio, hoy llamado Ecuador), transportando el tesoro hasta la Cordillera Llanganatis y la tiró a un lago. Rumiñahui a continuación mantuvo una lucha contra los españoles, y aunque finalmente fue capturado y torturado, nunca reveló la ubicación del tesoro.

## Creencia en maldición
La gente ha buscado el tesoro en los últimos quinientos años, y muchos han llegado a términos desafortunados, que han dado origen a la creencia de que es una maldición.

## Transciende la leyenda al mundo de habla inglesa
La leyenda se popularizó en el mundo de habla inglesa, cuando el botánico Richard Spruce descubrió el Derrotero de Valverde y un mapa dibujado por un ecuatoriano en nombre de Don Atanasio Guzmán; esta información se publicaría en el Oficial de la Royal Geographical Society en 1860. En 1933-1934 Luciano Andrade Marín, geógrafo e historiador ecuatoriano, el italiano Tullio Boschetti y Umberto Ré realizaron una expedición a los Llanganati; de allí Andrade Marín publicó el libro: "Viaje a las misteriosas montañas de los Llanganati", una expedición italo-ecuatoriana que dejó como constancia un estudio de la flora, fauna y geografía de la zona y, también, la narración de una fantástica expedición que por primera vez fue documentada en ese libro, el cual se lo puede consultar en La Biblioteca Nacional de Quito; un libro que ha sido declarado Patrimonio Cultural del Ecuador.

## Creencia en que el tesoro ya fue ubicado
Muchos creen que el tesoro fue localizado y eliminado a finales del siglo XVIII por Antonio Pastor y Marín de Segura.